# Swiss Indoors Basel 2013
Lo Swiss Indoors Basel 2013 è stato un torneo di tennis giocato su campi in cemento al coperto. È stata la 44ª edizione dell'evento conosciuto come Swiss Indoors Open o Swiss Indoors, appartenente alla categoria ATP World Tour 500 series nell'ambito dell'ATP World Tour 2013. Gli incontri si sono giocati a Basilea, in Svizzera, dal 21 al 27 ottobre 2013.

## Partecipanti

### Teste di serie
| Nazionalità | Giocatore             | Ranking* | Testa di serie |
| ----------- | --------------------- | -------- | -------------- |
| Argentina   | Juan Martín del Potro | 5        | 1              |
| Rep. Ceca   | Tomáš Berdych         | 6        | 2              |
| Svizzera    | Roger Federer         | 7        | 3              |
| Svizzera    | Stan Wawrinka         | 9        | 4              |
| Francia     | Richard Gasquet       | 10       | 5              |
| Giappone    | Kei Nishikori         | 18       | 6              |
| Italia      | Andreas Seppi         | 22       | 7              |
| Bulgaria    | Grigor Dimitrov       | 28       | 8              |

* Ranking al 14 ottobre 2013.

### Altri partecipanti
I seguenti giocatori hanno ricevuto una wild card per il tabellone principale:
- Marco Chiudinelli
- Aleksandr Dolhopolov
- Henri Laaksonen

I seguenti giocatori sono passati dalle qualificazioni:

- Benjamin Becker
- Tobias Kamke
- Denis Kudla
- Paul-Henri Mathieu

## Campioni

### Singolare
Juan Martín del Potro ha sconfitto in finale  Roger Federer per 7–6(3), 2-6, 6-4.
- È il diciassettesimo titolo in carriera per Del Potro, il quarto del 2013.

### Doppio
Treat Conrad Huey /  Dominic Inglot hanno sconfitto in finale  Julian Knowle /  Oliver Marach per 6-3, 3-6, [10-4].